# Joel Embiid
Joel Embiid (n. 16 martie 1994, Yaoundé, Provincia Centru, Camerun, Camerun) este un baschetbalist american de origine cameruneză, medaliat olimpic. A participat la o ediție a Jocurilor Olimpice (2024) în care a câștigat o medalie de aur.

## Participări
Lista de mai jos prezintă principalele competiții la care a participat Joel Embiid de-a lungul carierei.
- Jocurile Olimpice de vară din 2024